# الإمام محمد بن سعود الإسلامية فرع البطحاء
مركز دراسة الطالبات – فرع البطحاء كان واحدا من ثلاثة فروع فضائية للنساء فقط لجامعة الإمام محمد بن سعود الإسلامية في الدرة، الرياض، المملكة العربية السعودية. تأسس الحرم الجامعي في عام 1984، وقدم دورات في المرحلة الجامعية والدراسات العليا والدكتوراه في مجالات مثل الدراسات الإسلامية ووسائل الإعلام والأدب العربي وعلم النفس الاجتماعي. [3] تم تسليم المبنى إلى مدارس يارا العالمية بعد نقل الطلاب وأعضاء هيئة التدريس إلى مدينة الملك عبد الله للبنات التي بنيت حديثا في عام 2012.

## تاريخ
مركز دراسة الطالبات – فرع البطحاء تأسست في عام 1984 جنبا إلى جنب مع فروع الملز والنفال في عهد الملك فهد كحرم فرعي خاص بالمرأة في جامعة الإمام محمد بن سعود الإسلامية لتعزيز تعليم الإناث في المملكة العربية السعودية. وكان القسم الأول الذي تم إنشاؤه هو قسم المكتبة والإعلام، ثم تم في وقت لاحق تقديم الأقسام العلمية التي تقدم درجات في المرحلة الجامعية والدراسات العليا وعلى مستويات الدكتوراه في مجالات الفنون والعلوم والدراسات الإسلامية ووسائل الإعلام والأدب العربي وعلم النفس الاجتماعي.

### 2005 حادث حريق
في 16 مايو 2005 في الساعة 7:05 صباحا (UTC +03:00) ، وقع حادث حريق بسبب حرق أحد قواطع الدائرة الداخلية. وأصيب ما لا يقل عن ثلاثة طلاب ومشرف باختناق بسيط وتم نقلهم إلى المستشفى من قبل الهلال الأحمر، وتم نقل حالتين منها إلى مستشفى إيمان العام بالرياض، في حين تم حشد 3 وحدات إطفاء و4 فرق إنقاذ وفرقة إجلاء من الدفاع المدني السعودي وأوقفت شرطة المرور المركبات المحيطة بالمبنى،  مما يجعل من السهل على فريق الإنقاذ إخلاء المبنى. وفي وقت لاحق من اليوم التالي، تابع محافظ الرياض الأمير سلمان ونائب المحافظ الأمير سطام الحادث ووجها جميع المعاهد التعليمية بتعزيز نظام الحماية من الحرائق.

## 2012 نقل الطالبات إلى مدينة الملك عبد الله
وفي كانون الثاني/يناير 2006، أرسى الملك عبد الله الأساس لبناء مدينة الملك عبد الله للطالبات بقيمة ملياري ريال في الجزء الغربي من حرم جامعة الإمام محمد بن سعود الإسلامية. وقد بدأ نقل الطلاب من حرم الأقمار الصناعية تدريجيا إلى المبنى الجديد في عام 2011 وكان من المتوقع أن يكتمل بحلول أوائل عام 2012، ولكن تم تأجيله حتى منتصف عام 2012 بسبب عدم وجود اختبارات السلامة في المباني الجديدة. وبعد الانتهاء من عملية النقل، تم تسليم المبنى إلى مدارس يارا العالمية من العام الدراسي الجديد.